# Canariphantes acoreensis
Espèce
Synonymes
- Lepthyphantes acoreensis Wunderlich, 1992

Canariphantes acoreensis est une espèce d'araignées aranéomorphes de la famille des Linyphiidae.

## Distribution
Cette espèce est endémique des Açores au Portugal. Elle se rencontre sur Flores, Faial, Pico, São Jorge, Terceira, São Miguel et Santa Maria.

## Description
Les mâles mesurent de 2,0 à 2,3 mm.

## Taxinomie
Les femelles décrites par Wunderlich en  1992 appartiennent en fait à Canariphantes junipericola.

## Étymologie
Son nom d'espèce, composé de acore et du suffixe latin -ense, « qui vit dans, qui habite », lui a été donné en référence au lieu de sa découverte, les Açores.

## Publication originale
- Wunderlich, 1992 : Die Spinnen-Fauna der Makaronesischen Inseln: Taxonomie, Ökologie, Biogeographie und Evolution. Beiträge zur Araneologie, vol. 1, p. 1-619.